# بينو جانسين
بينو جانسين (بالإنجليزية: Benno Janssen)‏ هو مهندس معماري أمريكي، ولد في 12 مارس 1874 في سانت لويس في الولايات المتحدة، وتوفي في 14 أكتوبر 1964 في شارلوتسفيل في الولايات المتحدة.